# Podsavezna nogometna liga Čakovec 1961./62.
Podsavezna nogometna liga Čakovec za sezonu 1961./62. je predstavljala ligu četvrtog stupnja nogometnog prvenstva Jugoslavije. 
 Sudjelovalo je 12 klubova, a prvak je bila "Mladost" iz Preloga. 

## Ljestvica
| mj. | klub                    | ut. | pob. | ner. | por. | gol+ | gol- | bod |
| --- | ----------------------- | --- | ---- | ---- | ---- | ---- | ---- | --- |
| 1.  | Mladost Prelog          | 22  | 17   | 2    | 3    | 78   | 30   | 36  |
| 2.  | Graničar Kotoriba       | 22  | 16   | 2    | 4    | 83   | 31   | 34  |
| 3.  | Omladinac Novo Selo Rok | 22  | 14   | 2    | 6    | 71   | 44   | 30  |
| 4.  | Mladost Marija na Muri  | 22  | 12   | 1    | 9    | 58   | 48   | 25  |
| 5.  | Bratstvo Savska Ves     | 22  | 10   | 4    | 8    | 44   | 39   | 24  |
| 6.  | Borac Nedelišće         | 22  | 7    | 8    | 7    | 42   | 43   | 22  |
| 7.  | Rudar Mursko Središće   | 22  | 8    | 4    | 10   | 48   | 60   | 20  |
| 8.  | Dinamo Palovec          | 22  | 8    | 3    | 11   | 39   | 53   | 19  |
| 9.  | Trnava Goričan          | 22  | 7    | 4    | 11   | 32   | 40   | 18  |
| 10. | Partizan Strahoninec    | 22  | 7    | 3    | 12   | 42   | 66   | 17  |
| 11. | Dubravčan Donja Dubrava | 22  | 3    | 6    | 13   | 39   | 72   | 12  |
| 12. | Mladost Ivanovec        | 22  | 3    | 1    | 18   | 25   | 74   | 7   |

- Marija na Muri – tadašnji naziv za Svetu Mariju

## Rezultatska križaljka
| kratica | klub                    | BOR | BRA | DIN | DUB | GRA | MLAI | MLAP | MLAM | OML | PAR | RUD | TRN |
| --- | ----------------------- | --- | --- | --- | --- | --- | ---- | ---- | ---- | --- | --- | --- | --- |
| BOR | Borac Nedelišće         |     |     | 1:1 |     | 0:4 |      |      |      |     | 3:2 | 3:3 |     |
| BRA | Bratstvo Savska Ves     | 4:2 |     |     |     |     |      |      |      |     |     |     |     |
| DIN | Dinamo Palovec          |     |     |     |     |     |      |      |      |     |     |     |     |
| DUB | Dubravčan Donja Dubrava | 2:2 |     |     |     |     |      |      |      |     |     |     |     |
| GRA | Graničar Kotoriba       |     |     |     |     |     |      |      |      |     |     |     |     |
| MLAI | Mladost Ivanovec        | 1:5 |     |     |     |     |      |      |      |     |     |     |     |
| MLAP | Mladost Prelog          | 4:1 |     |     |     |     |      |      |      |     |     |     |     |
| MLAM | Mladost Marija na Muri  |     |     |     |     |     |      |      |      |     |     |     |     |
| OML | Omladinac Novo Selo Rok | 1:1 |     |     |     |     |      |      |      |     |     |     |     |
| PAR | Partizan Strahoninec    |     |     |     |     |     |      |      |      |     |     |     |     |
| RUD | Rudar Mursko Središće   |     |     |     |     |     |      |      |      |     |     |     |     |
| TRN | Trnava Goričan          | 1:1 |     |     |     |     |      |      |      |     |     |     |     |
| |                         |     |     |     |     |     |      |      |      |     |     |     |     |
| podebljan rezultat - utakmice od 1. do 11. kola (1. utakmica između klubova) rezultat normalne debljine - utakmice od 12. do 22. kola (2. utakmica između klubova) rezultat nakošen - nije vidljiv redoslijed odigravanja međusobnih utakmica iz dostupnih izvora rezultat smanjen * - iz dostupnih izvora nije uočljiv domaćin susreta prekrižen rezultat - poništena ili brisana utakmica p - utakmica prekinuta 3:0 p.f. / 0:3 p.f. - rezultat 3:0 bez borbe |                         |     |     |     |     |     |      |      |      |     |     |     |     |

 Izvori: